# Fermi (superkomputer)
Fermi – superkomputer o mocy obliczeniowej 1,725 PFLOPS (wykonujący 1,7 biliarda operacji zmiennoprzecinkowych na sekundę). Został wyprodukowany przez IBM w 2012 roku dla Uniwersytetu Bolońskiego. W czerwcu 2012 roku był siódmym najszybszym superkomputerem na świecie i drugim w Europie (po niemieckim SuperMUC).

## Architektura
Fermi jest superkomputerem zbudowanym w architekturze Blue Gene/Q. Zawiera 10 240 szesnastordzeniowych procesorów, co daje w sumie 163 840 rdzeni. Zużywa 822 kW mocy.